# Seven Valleys
Seven Valleys is een plaats (borough) in de Amerikaanse staat Pennsylvania, en valt bestuurlijk gezien onder York County.

## Demografie
Bij de volkstelling in 2000 werd het aantal inwoners vastgesteld op 492.
In 2006 is het aantal inwoners door het United States Census Bureau geschat op 503, een stijging van 11 (2,2%).

## Geografie
Volgens het United States Census Bureau beslaat de plaats een oppervlakte van
3,0 km², geheel bestaande uit land. Seven Valleys ligt op ongeveer 164 m boven zeeniveau.

## Plaatsen in de nabije omgeving
De onderstaande figuur toont nabijgelegen plaatsen in een straal van 8 km rond Seven Valleys.